# Хоболька
Хоболька — река в России, протекает в Поддорском районе Новгородской области. Исток реки находится в болоте Большой Мох. Далее река течёт сначала на северо-запад, затем на запад. Устье реки находится напротив деревни Блазниха Селеевского сельского поселения в 163 км по правому берегу реки Ловать. Длина реки составляет 19 км.
Река протекает по территории Селеевского сельского поселения. По берегам реки несколько покинутых деревень: Луна, Горбы, Бортник, Большое Лашково, Малое Лашково, Малое Токарево.

## Данные водного реестра
По данным государственного водного реестра России, Хоболька относится к Балтийскому бассейновому округу, водохозяйственный участок реки — Ловать и Пола, речной подбассейн реки — Волхов. Относится к речному бассейну реки Нева (включая бассейны рек Онежского и Ладожского озера).
По данным геоинформационной системы водохозяйственного районирования территории РФ, подготовленной Федеральным агентством водных ресурсов: 
- Код водного объекта в государственном водном реестре — 01040200312102000023728
- Код по гидрологической изученности (ГИ) — 102002372
- Код бассейна — 01.04.02.003
- Номер тома по ГИ — 2
- Выпуск по ГИ — 0